# ノヴァ・スコシア・ダック・トーリング・レトリーバー
ノヴァ・スコシア・ダック・トーリング・レトリーバー（英：Nova Scotia Duck-Toling Retriever）は、カナダのノヴァスコシア半島原産のレトリーバー犬種である。愛称はトーラー（英：Toller）。「トーリング」（トゥーリングとも表記）は、英語で「おびき寄せる」という意味を持つ。

## 歴史
FCI公認のレトリーバー犬種としては最も新しく、且つ小型のものである。19世紀の前半にイギリス原産の絶滅犬種であるレッド・デコイ・ドッグやラフ・コリー、スパニエル種の犬やセッター種の犬、レトリーバー種の犬などを計画的に交配させることによって作り出された。

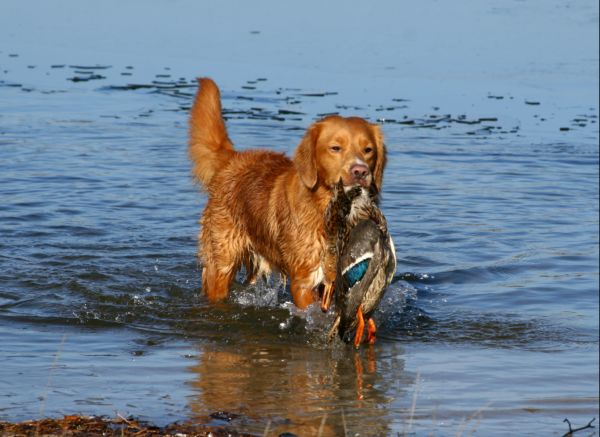
デコイ猟完了。鴨をレトリーヴ（回収）して帰ってきたところ。

本種は「トーリング」と名につく通り、デコイ猟というちょっと変わった狩猟に使われていた。デコイ猟は主人と犬がペアとなって行い、カモなどの水鳥の狩猟によく用いられていた。本種流のデコイ猟の方法は、まず犬の主人がカモのいる方へ木の棒を投げ、本種にデコイ狩の開始を知らせる事から始まる。本種は棒の投げられた方向に向かって走り、カモを一瞬だけ警戒させる。
しかし、その後は気を違えたようにあたりをはしゃぎまわったり、ごろごろと寝転がったり、カモのいる所とは逆の方に向かって飛び上がったりと、予測の出来ない行動をとり続ける。吠え声は全く立てず、この光景に次第にカモは気を引かれて警戒心を解いてゆくのである。そして安心しきって本種に完全に気を取られている隙に、カモを犬の主人が銃で撃って仕留め、これを本種が回収して主人のもとへ持って来る、というのがその全容である。
ノヴァスコシア半島では実猟犬としてよりもペットやショードッグとして人気が高く、1945年にカナダのケネルクラブで公認され、後にFCIにも公認犬種として登録され、世界的に知られるようになった。現在デコイ猟の衰退により実猟犬として使われる機会はかなり少なくなったが、現在もペットやショードッグとして世界的に安定した人気を保っている。日本でも数年に一度国内登録が行われている。

## 特徴

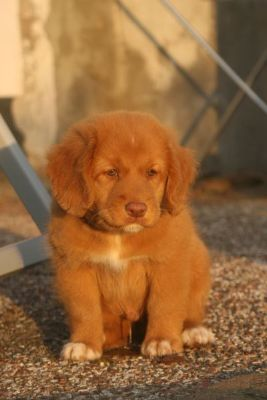
生後7週間の仔犬

体つきはコリータイプの犬に似るが、顔つきはレトリーバーそのものである。がっしりした体つきで、胸が広い。脚の長さは普通だが、足腰は丈夫で持久力がある。目は小さめだが、目つきは非常に優しい。瞳の色はブラウン（黒）若しくはブルー。口角は少し上がっている。耳は三角形の大きな垂れ耳で、尾はふさふさした豊かな飾り毛のあるサーベル形の垂れ尾である。
コートは柔らかいラフコートで、毛色はレッド若しくはオレンジの単色か、それにホワイトのマーキングや胸部にパッチが入ったもの。このコートは水をよくはじき、水辺でのレトリービング（回収作業）を行うのによく適している。又、泳ぐことが大好きな性質も併せ持っている。体高43〜53cm、体重17〜23kgの中型犬で、性格は温和で明るく、人懐こい。
良くも悪くも、もともとの仕事柄のため、人をびっくりさせるような予測不可能な行動を起こすこともある。然し、攻撃的な面は全く無く、忍耐力があり、子供や他の犬とも遊ぶことが大好きである。しつけもよく入り、運動量も普通であるため、日本での飼育にもよく適した犬種である。